# غليلة
غليلة مدينة تقع في شمال إمارة رأس الخيمة بدولة الإمارات العربية المتحدة بين الساحل والجبال، وتشتهر بوادي غليلة الذي ظهر فيها منذ القدم ويمتد ما بين 7 إلى 8 أقدام، وسميت باسم غليلة نسبة لكثرة الغلال والخيرات التي تمتعت بها المنطقة حيث شجار النخيل والبحر والجبال التي يتم جلب العسل منها.

## غليلة قديما
توجد الآبار العذبة المنتشرة في المنطقة قديما خاصة على ساحل البحر، ما سهل عملية نقلها إلى المناطق المجاورة في أم القيوين والشارقة ودبي وأبوظبي التي كانت تعتمد عليها، ويتم تعبئة المياه في براميل عن طريق «الشرع» وهي ممرات يتم دخول البئر من خلالها والخروج منها، واشتهرت المنطقة أيضا بالتجارة بين البلدان المجاورة خاصة عن طريق مقايضة اسماك المالح، حيث بنيت برك بالقرب من الساحل ويتم تخزين الأسماك التي تملح داخلها، ومن ثم مقايضتها مع تمور البصرة أو إيران.
أن منطقة غليله تشتهر بتواجد العديد من الأماكن التاريخية فيها والتي تدل على مدى أصالة المنطقة وجذورها التاريخية التي تمتد إلى آلاف السنين قبل الميلاد، فهناك تسعة قبور قديمة في المنطقة إضافة لعدد من الحفريات التاريخية التي تم العمل فيها إلى واستخرج عدد من الآثار التي تعود لآلاف السنين.

## مقبرة غليلة التاريخية
ومن أشهر المقابر التاريخية المكتشفة في المنطقة يذكر لحة مقبرة غليله التاريخية، التي تم اكتشافها منذ بضعة سنوات ويعود تاريخها إلى 4000 سنة قبل الميلاد، وتم العثور فيها على بقايا 53 شخصا على الأقل إضافة لخاتم عليه نقش يعود إلى القرن الأول قبل الميلاد إضافة لمائة آنية ضم عدد كبير منها إلى متحف رأس الخيمة.

## مقبرة اليهود التاريخية
وإضافة لمقبرة غليله هناك مقبرة تاريخية تدعى بمقبرة اليهود والتي يوجد بها ما يصل 500 شاهد كلها بنفس الشكل واللون الأحمر، دفن بها غير المسلمين ممن كان أهالي المنطقة يجدون جثثهم على شاطئ البحر حيث كان يتم إلقاء الأموات من السفن فتطفوا هذه الجثث على السواحل القديمة، وكان سكان المنطقة يقومون بدفن الجثث التي يجدونها على الشاطئ، فالمختونون يدفنون في مقابر المسلمين وغير المختونين في مقابر اليهود.